# Нильсен, Бетти Анн Бьеркрейм
Бетти Анн Бьеркрейм Нильсен (норв. Betty Ann Bjerkreim Nilsen; род. 7 сентября 1986 года, Ставангер) — норвежская лыжница и ориентировщица, призёр этапа Кубка мира, двукратная чемпионка мира среди юниоров, призёрка чемпионата Норвегии в лыжных гонках, и чемпионка мира в ориентировании.

## Карьера лыжницы
В Кубке мира Нильсен дебютировала 18 ноября 2006 года, в декабре 2008 года единственный раз в карьере попала в тройку лучших на этапе Кубка мира, в эстафете. Кроме этого имеет на своём счету 2 попадания в десятку лучших на этапах Кубка мира, 1  в эстафете и 1 в личной гонке. Лучшим достижением Нильсен в общем итоговом зачёте Кубка мира является 54-е место в сезоне 2006/07.
За свою карьеру принимала участие в одном чемпионате мира, на чемпионате мира 2007 года в Саппоро была 20-й в скиатлоне 7,5+7,5 км, кроме того стартовала в масс-старте на 30 км классическим стилем, но сошла с дистанции.
Была двукратной чемпионкой мира среди юниоров в эстафетах, неоднократно была призёркой юниорских чемпионатов мира в личных гонках. В 2007 году была призёром чемпионата Норвегии. Не выступает в соревнованиях по лыжным гонкам с февраля 2010 года.
Использовала лыжи производства фирмы Fischer, крепления Salomon.

## Карьера ориентировщицы
На юниорском уровне была двукратной чемпионкой мира. В 2009 году стала чемпионкой мира на взрослом чемпионате в составе эстафеты, лучшее достижение в личных гонках на чемпионатах мира 10-е место в спринте, на чемпионате мира 2010 года. В Кубке мира не поднималась выше 6-го места, лучший результат в итоговом зачёте 16-е место в сезоне 2009. На чемпионатах мира по лыжном ориентированию, в личных дисциплинах, не поднималась выше 13-го места.